# 아침햇살 (음료)
아침햇살은 웅진식품에서 출시한 곡식음료이다. 1999년 세계 최초로 출시된 쌀을 이용한 곡물 음료로, 2001년 한국, 미국 등에서 이 음료의 제조에 이용된 쌀음료 기술의 특허가 발효되었다.